# ユアン・ロイド
ユアン・ロイド（Euan Lloyd、1923年12月6日 - 2016年7月2日）は、イギリスの映画プロデューサー。

## 作品
- ワイルド・ギースII
- ファイナル・オプション
- シーウルフ
- ワイルド・ギース
- 太陽にかける橋/ペーパー・タイガー
- マーベリックの黄金
- シャラコ
- 悪のシンフォニー
- 秘密諜報機関